# Tryphon cadaver
Tryphon cadaver är en stekelart som beskrevs av Charles Thomas Brues 1910. Tryphon cadaver ingår i släktet Tryphon och familjen brokparasitsteklar. Inga underarter finns listade i Catalogue of Life.